# 1875 na ciência

## Eventos
- Observação ou predição do elemento químico Gálio[1]

## Nascimentos
| Data        | Nome          | Profissão                        | Nacionalidade          | Observações                                                   | Ref         |
| ----------- | ------------- | -------------------------------- | ---------------------- | ------------------------------------------------------------- | ----------- |
| 20 de junho | Othenio Abel  | botânico                         | Império Austro-Húngaro | m. 1946 Medalha Bigsby 1911 Medalha Daniel Giraud Elliot 1920 | [ 2 ] [ 3 ] |
| 9 de julho  | Charles Nelis | médico anatomista e investigador | Bélgica                | m. 1935 Prémio Alvarenga, de Piauhy (1898-1899)               | [ 4 ] [ 5 ] |

## Mortes
| Data            | Nome                 | Profissão               | Nacionalidade              | Observações                                                          | Ref               |
| --------------- | -------------------- | ----------------------- | -------------------------- | -------------------------------------------------------------------- | ----------------- |
| 22 de fevereiro | Charles Lyell        | advogado e geólogo      | Reino da Grã-Bretanha      | n. 1797 Medalha Real 1834 Medalha Copley 1858 Medalha Wollaston 1866 | [ 6 ] [ 7 ] [ 8 ] |
| 9 de junho      | Gérard Paul Deshayes | geólogo e malacologista | França                     | n. 1795 Medalha Wollaston 1870                                       | [ 8 ]             |
| 22 de junho     | William Edmond Logan | geólogo                 | Império Britânico (Canadá) | n. 1798 Medalha Wollaston 1856 Medalha Real 1867                     | [ 8 ] [ 6 ]       |

## Prémios
Medalha Copley
- August Wilhelm von Hofmann[7]